# Japanische Fußballnationalmannschaft/Weltmeisterschaften
Der Artikel beinhaltet eine ausführliche Darstellung der japanischen Fußballnationalmannschaft bei Weltmeisterschaften. Seit 1998 ist Japan Stammgast bei den WM-Endrunden. In der ewigen Tabelle der WM-Endrundenteilnehmer belegte Japan vor der WM 2022 den 30. Platz und verbesserte sich dann um einen Platz.

## Überblick
| Jahr | Gastgeberland          | Teilnahme bis …    | Letzte(r) Gegner                        | Ergebnis> | Trainer            | Bemerkungen und Besonderheiten |
| ---- | ---------------------- | ------------------ | --------------------------------------- | --------- | ------------------ | --- |
| 1930 | Uruguay                | nicht teilgenommen |                                         |           |                    | |
| 1934 | Italien                | nicht teilgenommen |                                         |           |                    | |
| 1938 | Frankreich             | nicht teilgenommen |                                         |           |                    | |
| 1950 | Brasilien              | nicht teilgenommen |                                         |           |                    | |
| 1954 | Schweiz                | nicht qualifiziert |                                         |           |                    | In der Qualifikation an Südkorea gescheitert |
| 1958 | Schweden               | nicht teilgenommen |                                         |           |                    | |
| 1962 | Chile                  | nicht qualifiziert |                                         |           |                    | In der Qualifikation an Südkorea gescheitert, das sich aber ebenfalls nicht qualifizieren konnte. |
| 1966 | England                | nicht teilgenommen |                                         |           |                    | |
| 1970 | Mexiko                 | nicht qualifiziert |                                         |           |                    | In der Qualifikation an Australien gescheitert, das sich aber ebenfalls nicht qualifizieren konnte. |
| 1974 | Deutschland            | nicht qualifiziert |                                         |           |                    | In der Qualifikation an Israel gescheitert, das sich aber ebenfalls nicht qualifizieren konnte. |
| 1978 | Argentinien            | nicht qualifiziert |                                         |           |                    | In der Qualifikation in der 1. Runde an Südkorea gescheitert, das sich aber ebenfalls wieder nicht qualifizieren konnte. |
| 1982 | Spanien                | nicht qualifiziert |                                         |           |                    | In der Qualifikation an Nordkorea gescheitert, das sich ebenfalls nicht qualifizieren konnte. |
| 1986 | Mexiko                 | nicht qualifiziert |                                         |           |                    | In der Qualifikation im Ostasien-Finale an Südkorea gescheitert. |
| 1990 | Italien                | nicht qualifiziert |                                         |           |                    | In der Qualifikation in der 1. Runde an Nordkorea gescheitert, das sich ebenfalls nicht qualifizieren konnte. |
| 1994 | USA                    | nicht qualifiziert |                                         |           |                    | In der Qualifikation an Saudi-Arabien und Südkorea gescheitert (siehe auch „Tragödie von Doha“) |
| 1998 | Frankreich             | Vorrunde           | Argentinien, Kroatien, Jamaika          | 31.       | Takeshi Okada      | Ohne Punkt als Gruppenletzter ausgeschieden. |
| 2002 | Südkorea/Japan         | Achtelfinale       | Türkei                                  | 9.        | Philippe Troussier | Als Co-Gastgeber automatisch qualifiziert. |
| 2006 | Deutschland            | Vorrunde           | Australien, Kroatien, Brasilien         | 28.       | Zico               | Als Gruppenletzter ausgeschieden. |
| 2010 | Südafrika              | Achtelfinale       | Paraguay                                | 9.        | Takeshi Okada      | Niederlage im Elfmeterschießen (3:5) nach 0:0 n. V. |
| 2014 | Brasilien              | Vorrunde           | Elfenbeinküste, Griechenland, Kolumbien | 29.       | Alberto Zaccheroni | Ohne Sieg als Gruppenletzter ausgeschieden. |
| 2018 | Russland               | Achtelfinale       | Belgien                                 | 15.       | Akira Nishino      | Japan qualifizierte sich als erste Mannschaft der WM-Geschichte aufgrund der Fair-Play-Wertung für das Achtelfinale. |
| 2022 | Katar                  | Achtelfinale       | Kroatien                                | 9.        | Hajime Moriyasu    | Am vorletzten Spieltag der Qualifikation durch ein 2:0 beim direkten Konkurrenten Australien vorzeitig qualifiziert. Bei der Endrunde trafen die Japaner auf Deutschland, Spanien und Costa Rica in der Gruppenphase. Im Achtelfinale verloren sie gegen Kroatien im Elfmeterschießen. |
| 2026 | Kanada, Mexiko und USA | qualifiziert       |                                         |           |                    | Als erste Mannschaft sportlich qualifiziert. |

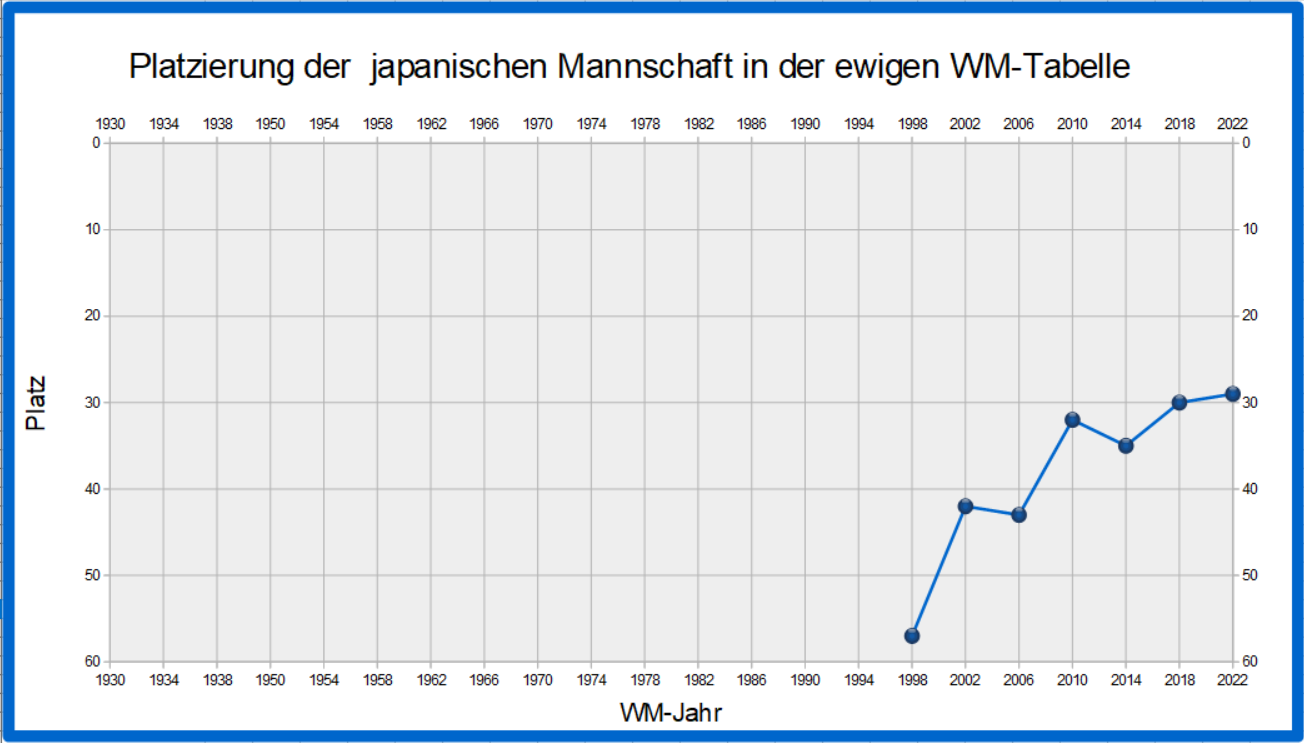
Platzierung der japanischen Mannschaft in der ewigen WM-Tabelle

Statistik (Angaben inkl. Qualifikation 2022: 22 Weltmeisterschaften)
- Keine Teilnahme: 6× (27,3 %; 1930, 1934, 1938, 1950, 1958 und 1966)
- Nicht qualifiziert: 9× (40,9 %; 1954, 1962, 1970, 1974, 1978, 1982, 1986, 1990 und 1994)
- Sportliche Qualifikation: 6× (27,3 % bzw. bei 40 % der Versuche)
- Teilnahme ohne Qualifikation als Gastgeber: einmal (4,5 %; 2002)
  - Vorrunde: 3× (13,6 %; 1998, 2006 und 2014)
  - Achtelfinale: 4× (18,2 %; 2002, 2010, 2018 und 2022)

## WM-Turniere

### Weltmeisterschaften 1930 bis 1950
Die Japan Football Association war zwar bereits 1921 als „Greater Japan Football Association“ gegründet und 1929 in die FIFA aufgenommen worden, an allen drei Vorkriegs-Fußballweltmeisterschaften nahmen die Japaner aber nicht teil. Auch zur ersten Fußballweltmeisterschaft nach dem Zweiten Weltkrieg erfolgte keine Meldung. Ob die Japaner, die 1948 ebenso wie Deutschland als Schuldige des Zweiten Weltkriegs nicht zu den Olympischen Spielen zugelassen waren, auch für die WM 1950 nicht zugelassen waren, ist aus den Quellen nicht ersichtlich. Tatsächlich bestritt Japan nach den Olympischen Spielen 1936 nur ein einziges Länderspiel: Am 16. Juni 1940 gegen die Philippinen, und dann folgte eine lange Pause von fast elf Jahren. Erst am 7. März 1951 fand in der indischen Hauptstadt New Delhi gegen den  Iran das erste Nachkriegs-Länderspiel der Japaner statt.

### Weltmeisterschaft 1954
Erstmals nahmen die Japaner an der Qualifikation zur WM in der Schweiz teil. Noch vor Beginn der Qualifikation zogen der taiwanesische Fußballverband und die Volksrepublik China ihre Meldungen wegen politischer Spannungen zurück. Daraufhin traten die verbliebenen Mannschaften von Südkorea und Japan zweimal in Japan gegeneinander an. Japan ging zwar im ersten Spiel durch Ken Naganuma mit 1:0 in Führung, verlor aber dennoch mit 1:5. Das zweite Spiel endete 2:2. Damit hatte sich Südkorea für die WM-Endrunde in der Schweiz qualifiziert. Dort verlor Südkorea gegen Ungarn mit 0:9 und gegen die Türkei mit 0:7 und schied somit in der Vorrunde aus.

### Weltmeisterschaft 1958
An der Qualifikation für die WM in Schweden nahmen die Japaner nicht teil.

### Weltmeisterschaft 1962
In der Qualifikation für WM in Chile verlor Japan gegen Südkorea mit 1:2 und 0:2, womit Südkorea sich für das interkontinentale Playoff gegen Jugoslawien qualifizierte. Die Playoff-Spiele gingen mit 1:5 und 1:3 verloren, dadurch qualifizierte sich Jugoslawien für die WM-Endrunde in Chile und wurde dort Vierter.

### Weltmeisterschaft 1966
An der Qualifikation für die WM in England nahmen die Japaner wieder nicht teil. Nordkorea qualifizierte sich durch zwei Spiele im neutralen Phnom Penh gegen Australien für die WM, nachdem sich alle afrikanischen Mannschaften und Südkorea vor Beginn der Qualifikationsspiele zurückzogen.

### Weltmeisterschaft 1970
In der Qualifikation für WM in Mexiko belegte Japan in einer Dreiergruppe bei einem Turnier in Seoul durch zwei Remis und zwei Niederlagen nur den letzten Rang hinter Australien und Südkorea und schied somit aus. Gruppensieger Australien verlor anschließend die entscheidenden Playoff-Spiele um die WM-Endrundenteilnahme gegen Israel.

### Weltmeisterschaft 1974
In der Qualifikation zur Ermittlung des Asien-Ozeanien-Vertreters der WM 1974 in der Bundesrepublik Deutschland mussten die Japaner zunächst in einem Gruppenzuordnungsspiel gegen Israel antreten und unterlagen mit 1:2. In der darauf folgenden Gruppenphase konnten sie zwar gegen Südvietnam mit 4:0 und damit erstmals ein WM-Qualifikationsspiel gewinnen, verloren aber gegen Hongkong mit 0:1, das auch mit 1:0 gegen Südvietnam gewonnen hatte. Dadurch trafen die Japaner im Halbfinale als Gruppenzweiter erneut auf Israel und schieden durch ein 0:1 nach Verlängerung aus. Israel verlor anschließend gegen Südkorea, das in der letzten Runde in drei Spielen dem WM-Endrundenteilnehmer Australien unterlag.

### Weltmeisterschaft 1978
In der ersten Qualifikationsrunde konnte sich Japan nicht gegen Südkorea und Israel durchsetzen, dabei kein Tor erzielen und nur beim 0:0 gegen Südkorea einen Punkt gewinnen. Südkorea scheiterte dann aber am Iran, dem einzigen Endrundenvertreter Asiens und Ozeaniens bei der WM-Endrunde in Argentinien.

### Weltmeisterschaft 1982
In der Qualifikation zur WM in Spanien gewannen die Japaner zunächst das Einteilungsspiel gegen Singapur mit 1:0. In der Gruppe mit China und Macau belegten sie mit je einem Sieg und einer Niederlage Platz 2 und verloren dann das Halbfinale gegen Nordkorea, das im Finale China unterlag. In der finalen Qualifikationsrunde der Asien-Ozeanien Zone belegte China nur den dritten Platz vor Saudi-Arabien und hinter Kuwait und Neuseeland, die sich beide für die WM-Endrunde in Spanien qualifizierten.

### Weltmeisterschaft 1986
In der Qualifikation für die zweite WM in Mexiko konnte sich Japan in der ersten Runde ungeschlagen gegen Nordkorea und Singapur durchsetzen. Im ostasiatischen Halbfinale folgten zwei Siege gegen Hongkong. Das ostasiatische Finale wurde dann gegen Südkorea mit 1:2 und 0:1 verloren. Damit war Südkorea als Vertreter Ostasiens für die WM-Endrunde in Mexiko qualifiziert.

### Weltmeisterschaft 1990
In der Qualifikation für die zweite WM in Italien konnte sich Japan in der 1. Gruppenphase nicht gegen Nordkorea durchsetzen und belegte vor Indonesien und Hongkong nur Platz 2. Verspielt wurde die Qualifikation durch ein 0:2 im letzten Spiel in Nordkorea, aber auch in drei torlosen Spielen gegen die beiden anderen Gruppengegner. Nordkorea belegte in der finalen Gruppenphase dann aber nur den sechsten und letzten Platz. Qualifiziert hatten sich letztlich Südkorea und zum bisher einzigen Mal die Vereinten Arabischen Emirate.

### Weltmeisterschaft 1994
In der Qualifikation für die WM in den USA konnte sich Japan in der ersten Runde bei Turnieren in Japan und den Vereinigten Arabischen Emiraten als Gruppensieger gegen die Vereinigten Arabischen Emirate, Thailand, Bangladesch und Sri Lanka durchsetzen. Dabei wurde nur beim 1:1 im letzten Spiel gegen die Vereinigten Arabischen Emirate ein Punkt abgegeben. In der finalen Gruppe mit Saudi-Arabien, Südkorea, Irak, Iran und Nordkorea belegte Japan punktgleich mit Südkorea, aber der schlechteren Tordifferenz nur den dritten Platz hinter Gruppensieger Saudi-Arabien und Südkorea. Als Tragödie von Doha ging dabei das letzte Spiel gegen den Irak in die Geschichte ein. Die bis dahin in der Tabelle führenden Japaner lagen bis zur 92. Spielminute mit 2:1 in Führung und wären damit erstmals für die WM qualifiziert gewesen. In der Nachspielzeit gelang dem Irak aber noch der Ausgleich. Da Saudi-Arabien und Südkorea ihre letzten Spiele gewannen, zogen beide noch an den Japanern vorbei und qualifizierten sich für die WM-Endrunde. Dem Irak nützte das Remis auch nichts, nur ein Sieg mit fünf Toren Differenz hätte sie noch an Südkorea vorbeiziehen lassen. Japans Trainer Marius Johan Ooft wurde zehn Tage nach dem Spiel entlassen.

### Weltmeisterschaft 1998
In der Qualifikation für die zweite WM in Frankreich gelang in der ersten Runde bei Turnieren im Oman und Japan gegen Oman, Macau und Nepal der Gruppensieg. Dabei wurde nur im letzten Spiel gegen den Oman beim 1:1 ein Tor kassiert und ein Punkt abgegeben. In der Zweiten Runde belegte Japan hinter Südkorea vor den Vereinten Arabischen Emiraten, Usbekistan und Kasachstan den zweiten Platz und musste daher gegen den Iran in einem Relegationsspiel antreten, das in Malaysia mit 3:2 nach Verlängerung gewonnen wurde. Damit war Japan für das Endrundenturnier in Frankreich und erstmals überhaupt für die Endrunde qualifiziert.
Im WM-Turnier schied Japan in der Vorrunde in einer Gruppe mit drei WM-Neulingen aus. Im ersten Gruppenspiel gegen Ex-Weltmeister Argentinien und im zweiten Spiel WM-Neuling Kroatien wurde jeweils mit 0:1 verloren. Im letzten Gruppenspiel gegen WM-Neuling Jamaika gelang dann zwar Masashi Nakayama mit dem ersten WM-Tor für Japan der Anschlusstreffer zum 1:2, dabei blieb es aber.

### Weltmeisterschaft 2002
Für die erste WM in Asien war Japan zusammen mit Südkorea als Co-Gastgeber automatisch qualifiziert. Beide hatten zunächst unabhängig voneinander Bewerbungen eingereicht, ebenso Mexiko. Um keinen von beiden vor den Kopf zu stoßen, entschied die FIFA den ehemals verfeindeten Nationen die gemeinsame Austragung zu übertragen.
In der Vorrunde gelang Japan zunächst mit dem 2:2 gegen Belgien der erste Punktgewinn und mit dem 1:0 gegen Russland der erste Sieg in einem WM-Spiel. Mit dem 2:0 gegen Tunesien wurde Japan Gruppensieger. Im Achtelfinale wurde mit 0:1 gegen die Türkei verloren, die erstmals seit 1954 wieder dabei war und am Ende Dritter wurde.

### Weltmeisterschaft 2006

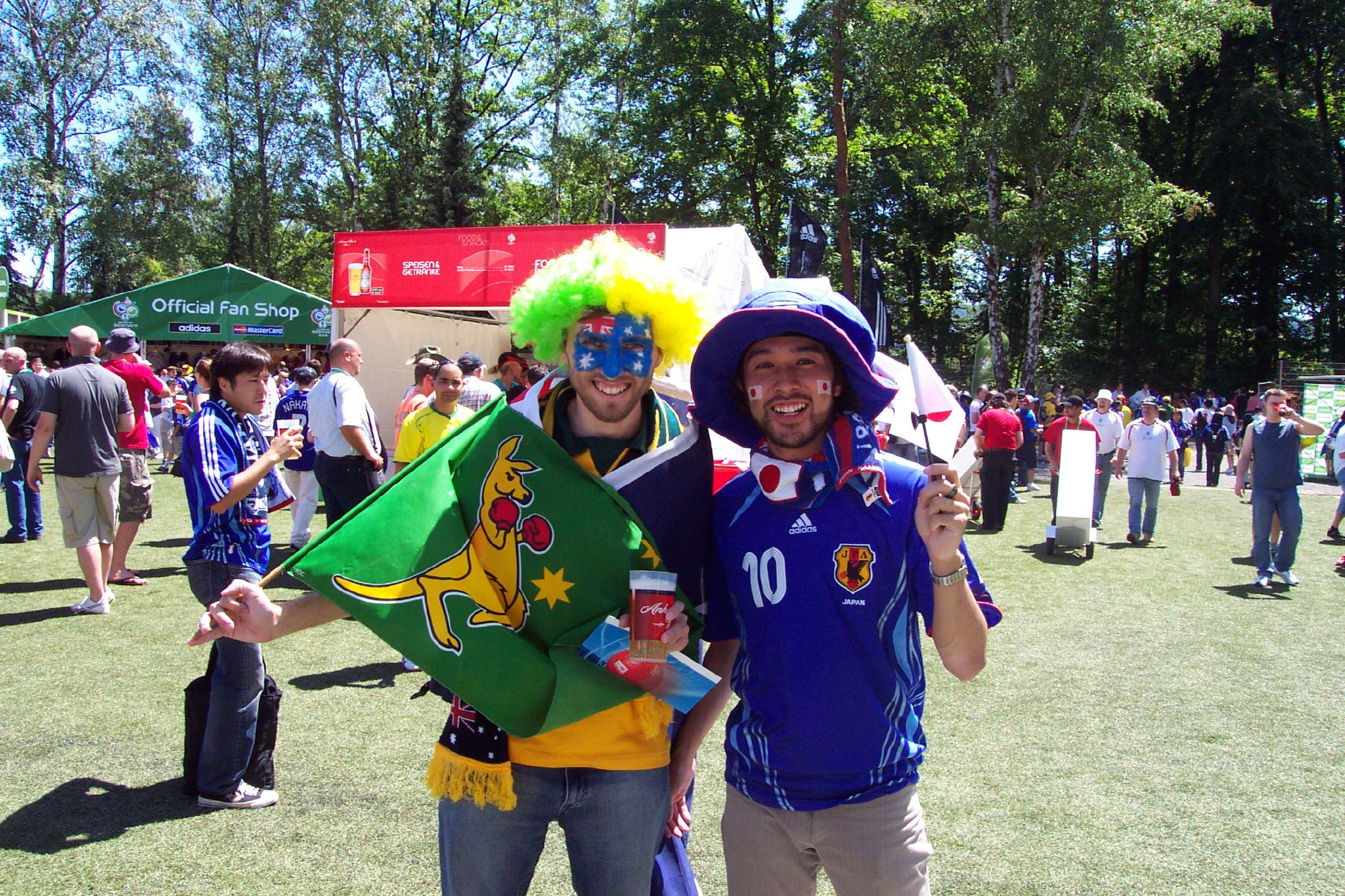
Japanischer und Australischer Fan vor dem Auftaktspiel

In der Qualifikation für die zweite WM in Deutschland war Japan per Freilos direkt für die zweite Runde qualifiziert. Dort konnte sich Japan in der Gruppe 3 der Asien-Zone mit sechs Siegen bei nur einem Gegentor gegen Oman, Indien und Singapur als Gruppensieger durchsetzen. In der dritten Runde ging es gegen den Iran, Bahrain und Nordkorea. Mit fünf Siegen bei nur einer Niederlage wurde vor dem Iran, der sich ebenfalls qualifizierte, der erste Platz belegt.
In Deutschland wurde das erste Gruppenspiel gegen Australien mit 1:3 verloren. Dabei hatten die Japaner bis zur 84. Minute geführt, mussten dann aber noch drei Tore hinnehmen. Gegen Kroatien gelang dann mit einem torlosen Remis ein Punktgewinn, den Torhüter Yoshikatsu Kawaguchi sicherte, als er einen Foulelfmeter von Darijo Srna hielt. Im letzten Gruppenspiel gegen die Landsleute ihres Trainers Zico, Titelverteidiger und Rekordweltmeister Brasilien gingen die Japaner dann zwar mit 1:0 in Führung, nachdem die Brasilianer 461 Minuten lang in WM-Spielen kein Tor kassiert hatten, mussten aber noch vier Tore hinnehmen und wurden mit dem 1:4 Gruppenletzter.

### Weltmeisterschaft 2010

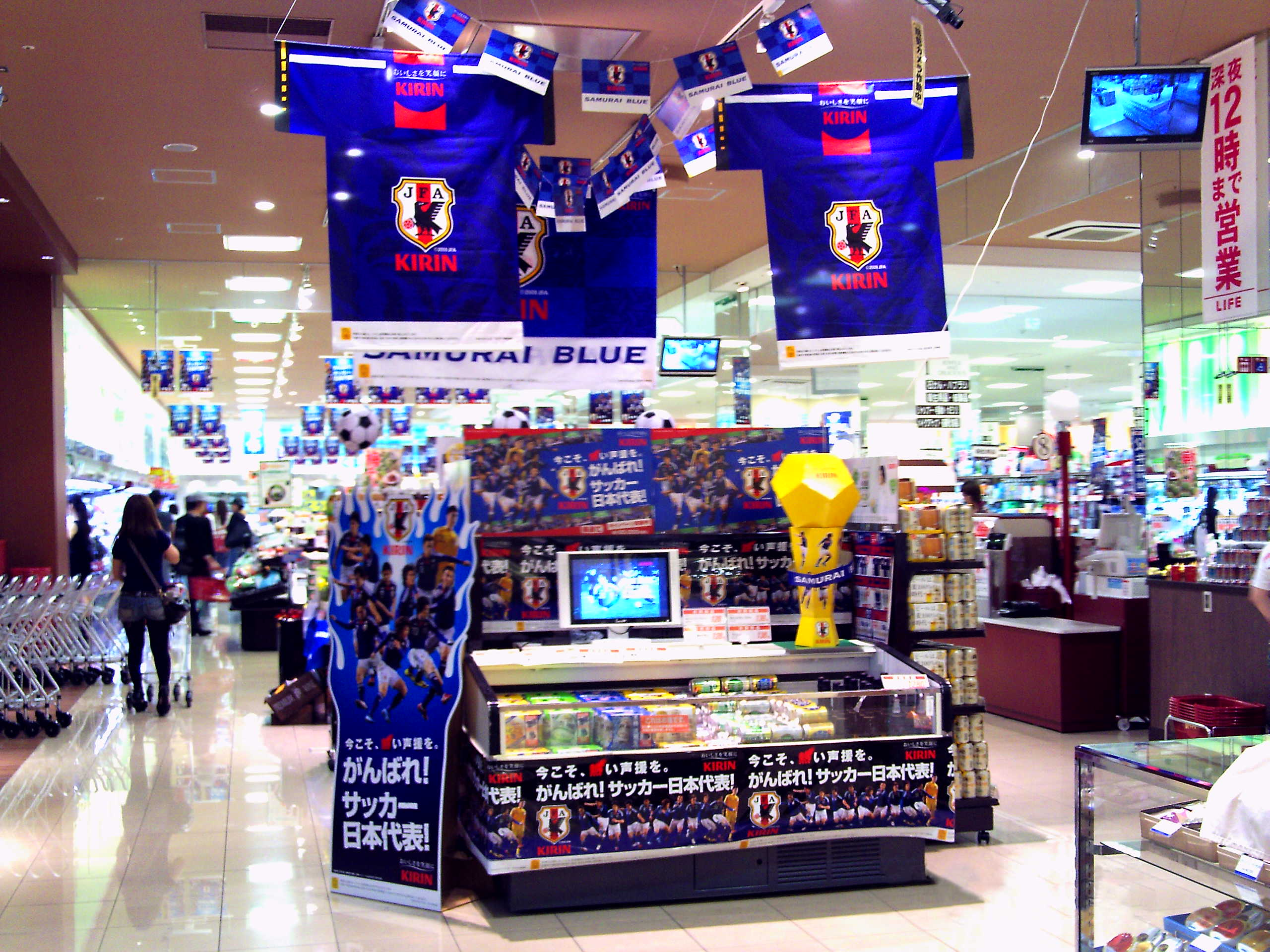
Japanischer Supermarkt während der WM

In der Qualifikation für die erste WM in Afrika war Japan per Freilos direkt für die dritte Runde qualifiziert. In der Gruppe 2 der Asien-Zone traf Japan auf Bahrain, Oman und Thailand. Japan gelang zusammen mit Bahrain der Einzug in die nächste Runde. Dort konnte sich Japan als Gruppenzweiter hinter Australien als erste Mannschaft nach dem Gastgeber für die WM in Südafrika qualifizieren. Die anderen Gruppengegner waren wieder Bahrain sowie Katar und Usbekistan, gegen das im drittletzten Gruppenspiel die vorzeitige Qualifikation gelang.
Im ersten WM-Endrundenspiel wurde Kamerun mit 1:0 besiegt, gegen die Niederlande wurde dann mit 0:1 verloren, aber mit einem 3:1 gegen Dänemark der zweite Platz erreicht. Im Achtelfinale gegen Paraguay gelang beiden Mannschaften in 120 Minuten kein Tor, so dass die Entscheidung im Elfmeterschießen fallen musste. Während alle fünf Paraguayer verwandelten, traf Yūichi Komano nur die Latte; der fünfte Japaner musste dann nicht mehr antreten.

### Weltmeisterschaft 2014
Wie vier Jahre zuvor konnten sich die Japaner als erste Mannschaft nach dem Gastgeber qualifizieren. Als gesetztes Team kamen sie direkt die die dritte Qualifikations-Runde und belegten hinter Usbekistan vor Nordkorea und Tadschikistan den zweiten Platz, womit die vierte Runde erreicht wurde. In dieser wurden sie Gruppensieger vor Australien, das sich ebenfalls qualifizierte, Jordanien, das später in den interkontinentalen Playoffs an Uruguay scheiterte, sowie dem Oman und dem Irak. Japan sicherte sich die vorzeitige Qualifikation im vorletzten Spiel durch ein 1:1 gegen Australien, das Keisuke Honda in der 1. Minute der Nachspielzeit durch einen verwandelten Strafstoß sicherte.
Beim WM-Turnier in Brasilien belegte Japan, das mit großen Hoffnungen an den Start gegangen war, da 2011 die Asienmeisterschaft gewonnen wurde und im Kader einige in europäischen Top-Ligen spielende Spieler standen, in der Gruppe C nur den vierten Platz. Nach einer 1:2-Auftaktniederlage gegen die Elfenbeinküste war mit dem 0:0 gegen Griechenland bereits das Vorrundenaus besiegelt. Im letzten Gruppenspiel wurde dann noch mit 1:4 gegen Kolumbien verloren. Nach dem Aus trat Nationaltrainer Alberto Zaccheroni von seinem Amt zurück.

### Weltmeisterschaft 2018
In der Qualifikation traf die Mannschaft, die seit März 2015 von Vahid Halilhodžić trainiert wurde, in der zweiten Runde auf Afghanistan, Kambodscha, Singapur und Syrien. Japan gewann sieben Spiele und spielte einmal remis. Damit waren die Japaner als Gruppenerster für die dritte Runde qualifiziert. Hier waren Australien, Saudi-Arabien, die Vereinigten Arabischen Emirate, der Irak und Thailand die Gegner. Japan qualifizierte sich am vorletzten Spieltag der dritten Qualifikationsrunde durch einen Sieg gegen Australien als Gruppensieger für die WM-Endrunde. Nachdem es in der Vorbereitung auf die WM nicht optimal lief, wurde Nationaltrainer Halilhodžić entlassen und durch Akira Nishino ersetzt.
Bei der Endrunde konnten sie das erste Spiel gegen Kolumbien mit 2:1 gewinnen. Dabei profitierten sie davon, dass bereits in der dritten Minute der Kolumbianer Carlos Sánchez nach einem absichtlichen Handspiel im Strafraum zur Verhinderung eines Tores die Rote Karte erhielt und Shinji Kagawa den zudem verhängten Handelfmeter verwandelte. Zwar gelang den Kolumbianern in der 39. Minute der Ausgleichstreffer, in der zweiten Halbzeit nutzten die Japaner aber ihre zahlenmäßige Überlegenheit zum Siegtreffer. Im zweiten Spiel gegen den Senegal gerieten sie zweimal in Rückstand, konnten diesen aber immer wieder ausgleichen. Damit waren sie vor dem letzten Spiel gegen Polen, das nach zwei Niederlagen bereits keine Chance mehr hatte das Achtelfinale zu erreichen, punkt- und torgleich mit den Senegalesen, hatten aber weniger gelbe Karten kassiert, so dass die Fair-Play-Wertung für die Japaner sprach. Trainer Nishino setzte trotz dieser unsicheren Situation im letzten Spiel mehrere Reservisten ein und hatte dann Glück, dass die Senegalesen ebenso wie die Japaner ihr letztes Spiel mit 0:1 verloren und sich auch in der Fair-Play-Wertung nichts mehr zu Gunsten der Afrikaner verbesserte. Japan war damit die erste Mannschaft in der WM-Geschichte, die durch die Fair-Play-Wertung die K.-o.-Runde erreichte.
Hier trafen sie auf Belgien, das in den Gruppenspielen die meisten Tore erzielt hatte. Überraschend konnten die Japaner nach einer torlosen Halbzeit kurz nach der Halbzeitpause durch Tore von Genki Haraguchi und Takashi Inui mit 2:0 in Führung gehen. In der 69. Minute konnte aber Belgiens Rekordnationalspieler Jan Vertonghen den Anschlusstreffer erzielen und in der 74. Minute gelang dem neun Minuten zuvor eingewechselten Marouane Fellaini der Ausgleich. Als die Japaner in der Nachspielzeit auf den Siegtreffer drängten, kassierten sie nach einem Konter das Tor zum 2:3-Endstand durch den ebenfalls eingewechselten Nacer Chadli. Damit schied Japan zum dritten Mal im Achtelfinale aus, konnte sich aber in der ewigen Rangliste um fünf Plätze verbessern.

### Weltmeisterschaft 2022
Japan musste erst in der zweiten Runde der Qualifikation antreten. Gegner waren Kirgisistan, die  Mongolei, Myanmar und Tadschikistan. Die Qualifikation begann für die Japaner mit vier Siegen ohne Gegentor im Herbst 2019. Aufgrund der COVID-19-Pandemie fanden im Jahr 2020 keine Spiele statt. Im März 2021 wurde die Qualifikation dann fortgesetzt. Die Japaner gewannen auch die restlichen vier Spiele und erreichten als einer von acht Gruppensiegern wie die vier besten Gruppenzweiten die dritte Runde, die im September 2021 begann. Hier verloren die Japaner das erste Spiel daheim mit 0:1 gegen den Oman, konnten aber fünf Tage später in China mit 1:0 gewinnen. Nach einer weiteren 0:1-Niederlage in Saudi-Arabien wurden die nächsten Spiele gewonnen, so dass sie sich am vorletzten Spieltag durch das 2:0 in Australien, bei dem Debütant Kaoru Mitoma nach seiner Einwechslung in der 84. Minute die beiden Tore in der 89. Minute und der Nachspielzeit erzielte, vorzeitig für die WM-Endrunde qualifizierten. Am letzten Spieltag verspielten sie aber durch ein 1:1 gegen Vietnam den Gruppensieg.
Bei der Endrunde in Katar konnte  Japan zunächst gegen Deutschland mit 2:1 nach 0:1-Rückstand erstmals gewinnen. Gegen Costa-Rica ließen die Japaner nur eine Chance der Mittelamerikaner zu, die aber zur 0:1-Niederlage führte. Mit einem 2:1-Sieg gegen Spanien ebenfalls nach 0:1-Rückstand gelang der Gruppensieg – da sich Deutschland und Spanien remis trennten und beide gegen Costa Rica gewannen. Im Achtelfinale gegen Kroatien gingen die Japaner erstmals bei der WM in Führung, konnten diese aber nicht halten und mussten ins Elfmeterschießen. Hier scheiterten drei Japaner am kroatischen Torhüter – nur Takuma Asano war erfolgreich. Da drei Kroaten trafen, schieden die Japaner erneut im Achtelfinale aus.

### Weltmeisterschaft 2026
Für die erste WM in drei Ländern – Kanada, Mexiko und den USA – wurde die Zahl der Teilnehmer auf 48 erhöht und den asiatischen Mannschaften drei feste Plätze mehr zugestanden, so dass sich nun acht AFC-Mitglieder direkt qualifizieren können. Eine weitere asiatische Mannschaft nimmt am WM-Play-off-Turnier im März 2026 teil. Japan hat sich als erstes Land nach den drei Gastgebern, über die dritte Runde sicher für die Weltmeisterschaft 2026 qualifiziert. 

## Spieler

### Rangliste der japanischen WM-Spieler mit den meisten Einsätzen
01. Yūto Nagatomo – 15 bei 4 Turnieren
02. Makoto Hasebe, Eiji Kawashima und Maya Yoshida – 11 bei 3 Turnieren
05. Keisuke Honda, Hidetoshi Nakata und Shinji Okazaki  – 10 bei 3 Turnieren
08. Yūya Ōsako – 9 bei 3 Turnieren
09. Junichi Inamoto, Shinji Kagawa und Hotaru Yamaguchi – 8 bei 3 Turnieren
12. Yūji Nakazawa und Yoshito Ōkubo – 7 bei 2 Turnieren
14. Yasuhito Endō, Yoshikatsu Kawaguchi, Tsuneyasu Miyamoto,  Shinji Ono und Hiroki Sakai – 6 bei 2 bzw. 3 (Ono, Sakai) Turnieren
19. Yūichi Komano, Kōji Nakata, Alessandro Santos und Atsushi Yanagisawa – 5 bei 2 Turnieren

### Rangliste der japanischen WM-Spieler mit den meisten WM-Toren
01. Keisuke Honda – 4 Tore
02. Ritsu Dōan, Junichi Inamoto und Takashi Inui – 2 Tore

### WM-Kapitäne
- 1998: Masami Ihara
- 2002: Ryūzō Morioka (1. Spiel), Tsuneyasu Miyamoto (2. bis 4. Spiel)
- 2006: Tsuneyasu Miyamoto (1. und 2. Spiel), Yūji Nakazawa (3. Spiel)
- 2010, 2014, 2018: Makoto Hasebe, Eiji Kawashima (3. Spiel 2018)
- 2022: Maya Yoshida

Anmerkung: Makoto Hasebe ist der einzige asiatische Spieler, der bei 3 WM-Turnieren Kapitän war.

### Anteil der im Ausland spielenden Spieler im WM-Kader
| Jahr (Spiele) | Anzahl (Länder)                                                                                                  | Spieler (Einsätze) |
| ------------- | --- | --- |
| 1998 (3)      | 0 | |
| 2002 (4)      | 4 (2 in England, 1 in Italien, 1 in den Niederlanden)                                                            | Junichi Inamoto (4), Yoshikatsu Kawaguchi (0); Hidetoshi Nakata (4); Shinji Ono (4) |
| 2006 (3)      | 6 (1 in Deutschland, 2 in England, 1 in Frankreich, 1 in Schottland, 1 in der Schweiz)                           | Naohiro Takahara (3); Hidetoshi Nakata (3), Junichi Inamoto (2); Masashi Ōguro (3); Shunsuke Nakamura (3); Kōji Nakata (1) |
| 2010 (4)      | 4 (1 in Deutschland, 1 in Frankreich, 1 in Italien, 1 in Russland)                                               | Makoto Hasebe (4); Daisuke Matsui (4); Takayuki Morimoto (0), Keisuke Honda (4) |
| 2014 (3)      | 12 (1 in Belgien, 7 in Deutschland, 2 in England, 2 in Italien)                                                  | Eiji Kawashima (3); Makoto Hasebe (3), Hiroshi Kiyotake (1), Shinji Okazaki (3), Yūya Ōsako (2), Gōtoku Sakai (0), Hiroki Sakai (0), Atsuto Uchida (3); Shinji Kagawa (3), Maya Yoshida (3); Keisuke Honda (3), Yūto Nagatomo (3) |
| 2018 (4)      | 15 (7 in Deutschland, 2 in England, 2 in Frankreich, 1 in Mexiko, 2 in Spanien, 1 in der Türkei)                 | Genki Haraguchi (3), Makoto Hasebe (4), Shinji Kagawa (3), Yoshinori Muto (1), Yūya Ōsako (4), Gōtoku Sakai (1), Takashi Usami (2); Shinji Okazaki (3), Maya Yoshida (4); Eiji Kawashima (4), Hiroki Sakai (4); Keisuke Honda (3); Takashi Inui (4), Gaku Shibasaki (4); Yūto Nagatomo (4)                                                   |
| 2022 (4)      | 19 (2 in Belgien, 8 in Deutschland, 2 in England, 3 in Frankreich, 1 in Portugal, 1 in Schottland, 2 in Spanien) | Daniel Schmidt, Ayase Ueda (1); Takuma Asano (4), Ritsu Dōan (4), Wataru Endō (4), Kō Itakura (2), Hiroki Itō (1), Daichi Kamada (4), Ao Tanaka (3), Maya Yoshida (4); Kaoru Mitoma (4), Takehiro Tomiyasu (3); Jun’ya Itō (4), Eiji Kawashima, Takumi Minamino (3); Hidemasa Morita (3);Daizen Maeda (3); Takefusa Kubo (1), Gaku Shibasaki |

### Bei Weltmeisterschaften gesperrte Spieler
- 1998: Eisuke Nakanishi  erhielt im zweiten Gruppenspiel die zweite Gelbe Karte und war für das letzte Spiel gegen Jamaika gesperrt.
- 2006: Kapitän Tsuneyasu Miyamoto erhielt im zweiten Gruppenspiel die zweite Gelbe Karte und war für das letzte Spiel gegen Brasilien gesperrt.
- 2022: Kō Itakura erhielt im dritten Gruppenspiel die zweite Gelbe Karte und war für das Achtelfinale gesperrt.

## Spiele
Japan bestritt bisher 25 WM-Spiele. Davon wurden sieben gewonnen, zwölf verloren und sechs endeten unentschieden. Zwei Spiele musste verlängert werden, da ein Sieger ermittelt werden musste. Japan verlor beide im Elfmeterschießen. Japan hatte bisher vier Heimspiele, traf aber nie auf einen Gastgeber. Einmal traf Japan auf den Titelverteidiger (2006/Brasilien), nie auf den späteren Weltmeister. Zweimal traf Japan auf Neulinge: 1998, als man selber Neuling war, auf Kroatien und Jamaika. Häufigster Gegner ist Kroatien mit 3 Spielen, gefolgt von Kolumbien und Belgien mit je zwei Spielen. Japan spielte bisher gegen Mannschaften aller anderen Konföderationen, aber nie gegen Mannschaften der eigenen Konföderation.
| Alle WM-Spiele |            |                |                      |              |              |                      |                                        |
| Nr.            | Datum      | Gegner         | Ergebnis             | Anlass       | Heimspiel(H) | Austragungsort       | Bemerkungen                            |
| 1.             | 14.06.1998 | Argentinien    | 0:1                  | Vorrunde     | *            | Toulouse (FRA)       |                                        |
| 2.             | 20.06.1998 | Kroatien       | 0:1                  | Vorrunde     | *            | Nantes (FRA)         |                                        |
| 3.             | 26.06.1998 | Jamaika        | 1:2                  | Vorrunde     | *            | Lyon (FRA)           | Erstes Länderspiel gegen Jamaika       |
| 4.             | 04.06.2002 | Belgien        | 2:2                  | Vorrunde     | H            | Saitama              |                                        |
| 5.             | 09.06.2002 | Russland       | 1:0                  | Vorrunde     | H            | Yokohama             | Erstes Länderspiel gegen Russland      |
| 6.             | 14.06.2002 | Tunesien       | 2:0                  | Vorrunde     | H            | Osaka                |                                        |
| 7.             | 18.06.2002 | Türkei         | 0:1                  | Achtelfinale | H            | Rifu                 |                                        |
| 8.             | 12.06.2006 | Australien     | 1:3                  | Vorrunde     | *            | Kaiserslautern (DEU) |                                        |
| 9.             | 18.06.2006 | Kroatien       | 0:0                  | Vorrunde     | *            | Nürnberg (DEU)       |                                        |
| 10.            | 22.06.2006 | Brasilien      | 1:4                  | Vorrunde     | *            | Dortmund (DEU)       |                                        |
| 11.            | 14.06.2010 | Kamerun        | 1:0                  | Vorrunde     | *            | Bloemfontein (ZAF)   |                                        |
| 12.            | 19.06.2010 | Niederlande    | 0:1                  | Vorrunde     | *            | Durban (ZAF)         |                                        |
| 13.            | 24.06.2010 | Dänemark       | 3:1                  | Vorrunde     | *            | Rustenburg (ZAF)     |                                        |
| 14.            | 29.06.2010 | Paraguay       | 0:0 n. V. 3:5 i. E.  | Achtelfinale | *            | Pretoria (ZAF)       |                                        |
| 15.            | 14.06.2014 | Elfenbeinküste | 1:2                  | Vorrunde     | *            | Recife (BRA)         |                                        |
| 16.            | 19.06.2014 | Griechenland   | 0:0                  | Vorrunde     | *            | Natal (BRA)          |                                        |
| 17.            | 24.06.2014 | Kolumbien      | 1:4                  | Vorrunde     | *            | Cuiabá (BRA)         | Letztes Spiel unter Alberto Zaccheroni |
| 18.            | 19.06.2018 | Kolumbien      | 2:1                  | Gruppenspiel | *            | Saransk (RUS)        |                                        |
| 19.            | 24.06.2018 | Senegal        | 2:2                  | Gruppenspiel | *            | Jekaterinburg (RUS)  |                                        |
| 20.            | 28.06.2018 | Polen          | 0:1                  | Gruppenspiel | *            | Wolgograd (RUS)      |                                        |
| 21.            | 02.07.2018 | Belgien        | 2:3                  | Achtelfinale | *            | Rostow am Don (RUS)  |                                        |
| 22.            | 23.11.2022 | Deutschland    | 2:1                  | Gruppenspiel | *            | ar-Rayyan (QAT)      |                                        |
| 23.            | 27.11.2022 | Costa Rica     | 0:1                  | Gruppenspiel | *            | ar-Rayyan (QAT)      |                                        |
| 24.            | 01.12.2022 | Spanien        | 2:1                  | Gruppenspiel | *            | ar-Rayyan (QAT)      |                                        |
| 25.            | 05.12.2022 | Kroatien       | 1:1 n. V.; 1:3 i. E. | Achtelfinale | *            | al-Wakra (QAT)       |                                        |

Gegen folgende Länder gelangen der japanischen Mannschaft ihre höchsten Siege bei WM-Turnieren:
- Dänemark: Vorrunde 2010 – 3:1 (einziger Sieg gegen Dänemark)
- Deutschland: Vorrunde 2022 – 2:1 (einziger Sieg gegen Deutschland)
- Kolumbien: Vorrunde 2018 – 2:1 (einziger Sieg gegen Kolumbien)
- Russland: Vorrunde 2002 – 1:0 (einziges Spiel gegen Russland)
- Spanien: Vorrunde 2022 – 2:1 (einziger Sieg gegen Spanien)
- Tunesien: Vorrunde 2002 – 2:0

Gegen folgende Länder kassierte die japanische Mannschaft ihre höchsten Niederlagen bei WM-Turnieren:
- Belgien: Achtelfinale 2018 – 2:3 (zudem ein 0:1 in einem Freundschaftsspiel)
- Costa Rica: Vorrunde 2022 – 0:1 (einzige Niederlage gegen Costa Rica)
- Jamaika: Vorrunde 1998 – 1:2 (einzige Niederlage gegen Jamaika)
- Kolumbien: Vorrunde 2014 – 1:4
- Kroatien: Vorrunde 1998 – 0:1 (einzige Niederlage gegen Kroatien)
- Polen: Vorrunde 2018 – 0:1 (einzige Niederlage gegen Polen)
- Türkei: Achtelfinale 2002 – 0:1 (einzige Niederlage gegen die Türkei)